# Bathygobius panayensis
Bathygobius panayensis es una especie de peces de la familia de los Gobiidae en el orden de los Perciformes.

## Morfología
Los machos pueden llegar a alcanzar los  cm de longitud total

## Distribución geográfica
Se encuentra en las Filipinas.

## Observaciones
Es inofensivo para los humanos.